# راشد بن خليفة آل خليفة
راشد بن خليفة بن حمد بن عيسى بن علي بن خليفة بن سلمان بن أحمد الفاتح بن محمد بن خليفة آل خليفة الجميلي التغلبي الوائلي (مواليد 1952) رسام وسياسي بحريني من العائلة المالكة. يتولى منصب رئيس المجلس الوطني للفنون منذ 15 نوفمبر 2021.
راشد أول رئيس والرئيس الفخري الحالي لجمعية البحرين للفنون التشكيلية. قام بالرسم على مدى 40 عام مختلف اللوحات الفنية مثل الواقعية والانطباعية والتي تطورت تدريجيا إلى الفردانية تمهيدا إلى التجريدية. يعتبر أحد الفنانين الأكثر شهرة في المملكة.

## السيرة الذاتية
راشد هو الابن الثاني لخليفة النجل الثامن لحمد بن عيسى بن علي آل خليفة حاكم البحرين من 1932 إلى 1942. عائلة آل خليفة تقدر الفن من خلال رعايته مع القليل من الإبداع. اهتم بدراسة الأدب والفلسفة والموسيقى في المدرسة الثانوية وشجع راشد على الرسم أمير البحرين الراحل عيسى بن سلمان آل خليفة وأخيه خليفة رئيس الوزراء عندما أظهرا اهتمامهما في أعمال راشد في معرض الفن المحلي في مدرسته الثانوية.
أثناء دراسته شارك في جميع مسابقات الرسم بين المدارس وحضر معارض لفنانين زائرين. أول لوحة رسمها كانت في عام 1966 عندما كان عمره 14 سنة عندما رسم لوحة زيتية لمسجد الخميس. كانت أعماله الفنية المفضلة المناظر الطبيعية.
عندما كبر في العمر سافر إلى المملكة المتحدة حيث درس على نطاق واسع واكتسب معرفة وافية بالفنون الأوروبية. تلقى تعليمه في جامعة برايتون. برز راشد في إبراز الواقعية والانطباعية والتجريدية في أعماله في وقت مبكر. ولكن من المؤكد أيضا أنه أخذ حريته عند رسم هذه اللوحات. عند عودته في عام 1970 كان أول معرض فني له في فندق دلمون في المنامة ثم اعتبر موقع متميز للأنشطة الترفيهية في البحرين. من المناظر الطبيعية الرعوية إلى مشاهد الصحراء فقد حول اهتمامه ووسع نطاقه من مجرد نظرية إلى البعد الجغرافي أيضا.
لم يجرب كثيرا في عقدي السبعينات والثمانينات من القرن العشرين. كانت له معرفة وفهم للتشريح ومنظور وتكوين أسس التصوير والمناظر الطبيعية للوحات. أعماله في هذه الفترة سلكت خصائص الرومانسية والتجريدية والتعبيرية والانطباعية وكذلك الواقعية.
في عام 1983 تم تأسيس جمعية البحرين للفنون التشكيلية وكان راشد أول رئيس لها. الجمعية منظمة غير ربحية للفنانين البحرينيين لجمع وعقد معارض الرسم الخاصة بهم. حتى الآن لا تزال جمعية البحرين للفنون التشكيلية تشارك بفعالية في المعارض الفنية في أوروبا والشرق الأوسط وآسيا برئاسة فخرية لراشد.
عمل في وظيفة وكيل وزارة الإعلام لشئون السياحة حتى يونيو 2011. في التسعينات بدأ دمج موضوعين وجاء لوحاته ببعدين في فترة عمله بفردانية. بعد حرب الخليج الثانية تم تعيين راشد وكيل وزارة الداخلية لشئون الجنسية والجوازات والإقامة.
في لوحات الألفية الجديدة تحول من المناظر الطبيعية والرمزية إلى التجريدية واللون. ركز على جماليات ما بعد الحداثة باعتبارها نوع من أنواع الفن ولكن أعماله أبدا لا تعد ضمن ما بعد الحداثة.
صدر كتاب بعنوان راشد بن خليفة آل خليفة، 40 عاما من الرسم، من نفسه، بنفسه، لنفسه (ردمك: 978-99901-03-52-6). يركز الكتاب المكون من 160 صفحة على سيرة راشد الفنية من خلال وجهة نظر الرسام السويدي من أصل عراقي مضير أحمد.
في 15 نوفمبر 2021 صدر عن ملك البحرين حمد بن عيسى آل خليفة مرسوم رقم (112) لسنة 2021 بتشكيل المجلس الوطني للفنون برئاسة راشد بن خليفة بن حمد آل خليفة وتركي بن راشد بن عيسى آل خليفة نائبا للرئيس وعضوية ضوى بنت خالد بن عبد الله آل خليفة وبلقيس أحمد فخرو وعمر إسماعيل راشد وهيفاء ماجد الجشي وعباس محمد الموسوي وتكون مدة عضويتهم في المجلس أربع سنوات قابلة للتجديد لمدد أخرى مماثلة.

## المعارض

### الفردية
- 2012: معرض بيروت الفني، مركز بيروت الدولي للمعارض، لبنان.
- 2012 انعكاس: العمل الجديد من قبل راشد آل خليفة، مرفأ البحرين المالي معرض الفنون التشكيلية.
- 2010 محدب: منظور جديد، متحف البحرين الوطني، مملكة البحرين.
- 1997 قسم الفن، منظمة شومان للفنون، الأردن.
- 1996 معرض دي كالييت، ميلانو، إيطاليا.
- 1996 معرض إل كايل، ميلانو، إيطاليا.
- 1982 معهد الشرق الأوسط، واشنطن العاصمة، الولايات المتحدة الأمريكية.
- 1982 فندق شيراتون البحرين.
- 1970 فندق دلمون، البحرين.

### معارض دولية مختارة
- 2013 حوار مع مضير أحمد وعبد الرحيم شريف ووليد سيتي - المعرض المائي، البحرين.
- 2013 معرض زيوريخ الدولي للفنون - زيورخ، سويسرا.
- 2013 فن دبي - دبي، الإمارات العربية المتحدة.
- 2012 فن أبوظبي - أبو ظبي، الإمارات العربية المتحدة.

شارك راشد في المعارض التالية جنبا إلى جنب مع جمعية البحرين للفنون التشكيلية.
- 2013 معرض البحرين للفن المعاصر - الأكاديمية الروسية، موسكو.
- 2007 معرض البحرين للفن المعاصر - باريس.
- 2005 معرض الفن الحديث الذي نظمه كلية الجراحين الملكية - دبلن، ايرلندا.
- 2004 معرض ثناي مع بلقيس فخرو - برلين، ألمانيا؛ معرض الفن السنوي 32 - متحف البحرين الوطني، البحرين.
- 2002 الأسبوع الثقافي البحريني عمان، الأردن؛ الأسبوع الثقافي البحريني - بكين، الصين.
- 1999 معرض تايوان الفني، معرض الشارقة الدولي، معرض بينيال الإماراتي، معرض دلمون في باريس.
- 1998 معرض جمعية البحرين للفنون التشكيلية، معرض الكسندر ليودو، فرنسا.
- 1997 معرض سنغافورة الفني، معرض أمريكا الفني - ميامي، الولايات المتحدة الأمريكية؛ مهرجان أوروبا الفني - جنيف، سويسرا. معرض جمعية البحرين للفنون التشكيلية - كان، فرنسا.
- 1996 مهرجان أوروبا الفني - جنيف، سويسرا. معرض روما للفنانين، معرض بينالي - الشارقة، الإمارات العربية المتحدة.
- 1995 معرض مشترك مع عباس الموسوي، فندق دو سويسرا، روند، جنيف؛ معرض مشترك في مركز الأمم المتحدة، لوزان، سويسرا.
- 1989 معرض جمعية البحرين للفنون التشكيلة في القاهرة.
- 1988 المهرجان الآسيوي للفنانين في ماليزيا. مركز جديد للفن العراقي.
- 1986 المعرض الأول لدول مجلس التعاون الخليجي في اليابان.
- 1985 معرض بينالي القاهرة، مركز علياء الأردن.
- 1984 الفنانين البحرينيين، ليتون هاوس انكلترا؛ صالون قصر الفنانين، القصر الكبير في باريس.
- 1981 فندق رافلز سنغافورة.
- 1978 فندق هيلتون البحرين.
- 1975 فندق الخليج البحرين.
- 1973 المعرض الدوري للشباب لدول مجلس التعاون الخليجي.
- 1972 معرض كلية الفنون إنجلترا.
- 1969 معرض الفن الأول في فندق الخليج البحرين.

## الجوائز
- 1991 جائزة السعفة الذهبية لدول مجلس التعاون الخليجي في الدوحة.
- 1989 جائزة الدانة لدول مجلس التعاون الخليجي الكويت.

## الحياة الشخصية
متزوج من لولوة ابنة خليفة بن سلمان بن حمد آل خليفة رئيس وزراء البحرين السابق ولديهما ثلاثة أبناء وثلاث بنات وهم:
- عبد الله: سكرتير شخصي سابق لرئيس الوزراء بدرجة وكيل وزارة (1 يوليو 2020[4] - 15 فبراير 2021[5]).
- خليفة (ولد في 1986): مستشار رئيس الوزراء السابق بدرجة وزير (30 مايو 2020 [6] - 15 فبراير 2021).
- محمد: وكيل ديوان رئيس مجلس الوزراء السابق (30 مايو 2020 - 15 فبراير 2021).
- نور: مصممة أزياء وسيدة أعمال وصاحبة العلامة التجارية (Noon by Noor).[7]
- حصة.
- عائشة: ملازم ثاني طيار في قوة دفاع البحرين.[8] تعتبر أول امرأة بحرينية تقود طائرة حربية.[9]